# Трапаідзе Гоча Важайович
Гоча Важайович Трапаідзе (груз. გოჩა ვაჟას ძე ტრაპაიძე; нар. 9 травня 1976, Тбілісі, Грузинська РСР) — грузинський футболіст, півзахисник. Виступав за клуби з Грузії, Чехії, України та Азербайджану. Викликався до складу молодіжної збірної Грузії.

## Клубна кар'єра
У 1992 році розпочав професійну кар'єру в столичному клубі «Крцанісі», який виступав у другій лізі Грузії. У складі команди провів 25 матчів. З 1993 року по 1995 рік був гравцем тбіліського «Динамо». Разом зі столичним клубом Трапаідзе двічі ставав чемпіоном Грузії, зігравши за «Динамо» 15 ігор. У сезоні 1995/96 років виступав за фарм-клуб «Динамо» в Першій лізі Грузії і забив 7 м'ячів у 15-ти поєдинках.
Наступний сезон провів у вищому грузинському дивізіоні граючи за батумське «Динамо», де Гоча провів 13 поєдинків і забив 3 м'ячі. Влітку 1997 року перейшов у «Сіоні». У складі команди провів півроку і відзначився 3-ма голами в 15 матчах. У 1998 році виступав у третьому за силою дивізіоні Чехії за «Земан» з міста Брно. Влітку 1999 року став гравцем іншого чеського клубу «Карвіна», який виступав у чемпіонаті Чехії. Гоча Трапаідзе зіграв в 5 іграх. Після чого, повернувся в Грузію, де виступав за «Колхеті-1913» протягом наступних півтора року й зіграв у 37 матчах, в яких відзначився ма голами.
Влітку 2000 року грузинський півзахисник приєднався до сімферопольської «Таврії». 12 липня 2000 дебютував у чемпіонаті України в домашньому матчі проти тернопільської «Ниви». Трапаідзе вийшов на початку другого тайму замість Ігоря Кислова, а поєдинок закінчився перемогою кримчан (3:0). Влітку 2001 року «Таврія» брала участь у Кубку Інтертото, в другому раунді команда за сумою двох матчів обіграла болгарський «Спартак» (5:2). У наступному раунді у двоматчевому протистоянні «таврійці» поступилися французькому «Парі Сен-Жермен» (0:5). Трапаідзе взяв участь у всіх чотирьох іграх. У сезоні 2001/02 років разом з Юрієм Донюшкин став найкращим гвардійцем команди, провівши 25 матчів. 7 квітня 2002 року Гоча забив м'яч у ворота запорізького «Металурга», який став 400-им пропущеним м'ячем цієї команди в чемпіонаті України.
У грудні 2002 року керівництво «Таврії» виставило його на трансфер, Трапаідзе міг перейти в стан криворізького «Кривбасу», але в підсумку він залишився в Криму ще на півроку. У червні 2003 року зіграв у другій лізі чемпіонату України за сімферопольське «Динамо». Влітку 2003 року залишив «Таврію» в статусі вільного агента.
В результаті перейшовши у клуб другої ліги України — бурштинський «Енергетик». Гоча Трапаідзе взяв участь в матчі 1/32 фіналу Кубка України проти рівненського «Вереса», гра завершилася перемогою його команди. Однак, Федерація футболу України анулювала результат зустрічі і призначила «Енергетику» технічну поразку, так як Трапаідзе не мав право грати в Кубку України. Всього за «Енергетик» він провів 11 матчів і забив 3 м'ячі.
Взимку 2004 року підписав контракт з луцькою «Волинню». У чемпіонаті України він зіграв 4 гри, також він провів 1 гру у другій лізі чемпіонату України за фарм-клуб «Ікву».
Влітку 2004 року перейшов у новостворений азербайджанський клуб «Карван» з міста Євлах. У сезоні 2004/05 років команда стала бронзовим призером чемпіонату Азербайджану і отримала право виступати в Кубку Інтертото. У першому раунді «Карван» поступився польському «Леху» з загальним рахунком (4:1). Трапаідзе взяв участь тільки в виїзній грі. У сезоні 2005/06 років команда завоювала срібні медалі першості, а також дійшла до фіналу Кубка Азербайджану, де поступилася агдамському «Карабаху» (1:2). У наступному сезоні «Карван» представляв Азербайджан в Кубку УЄФА. У першому кваліфікаційному раунді клуб обіграв словацький «Спартак» (2:0) за сумою двох матчів, проте в наступному раунді поступився чеській «Славії» (0:2). Трапаідзе взяв участь у всіх 4 матчах.
Усього за «Карван» Гоча Трапаідзе провів в чемпіонаті 78 матчів і забив 1 м'яч. У травні 2008 року стало відомо, що керівництво азербайджанського клубу не буде продовжувати з ним контракт.

## Кар'єра в збірній
У складі молодіжної збірної Грузії провів 3 матчі.
У 2005 році отримав громадянство Азербайджану. У березні 2005 року головний тренер збірної Азербайджану Карлос Альберто Торрес викликав Трапаідзе на матчі проти Англії та Польщі. Відзначаючи сильні сторони Гочі, він назвав його гру лівою ногою. У підсумку за Азербайджан натуралізований грузин не зіграв, так як був заграний за молодіжну збірну Грузії.

## Статистика виступів

### Клубна
| Роки                               | Матчі | Голи | Хвилини | Клуб                   |
| ---------------------------------- | ----- | ---- | ------- | ---------------------- |
| Ліга Еровнулі 1993/94              | 12    | 0    | –       | «Динамо» (Тбілісі)     |
| Ліга Еровнулі 1994/95              | 3     | 0    | –       | «Динамо» (Тбілісі)     |
| Ліга Еровнулі 1996/97              | 13    | 3    | –       | «Динамо» (Батумі)      |
| Ліга Еровнулі 1997/98              | 15    | 5    | –       | «Сіоні» (Болнісі)      |
| Гамбрінус ліга 1998/99             | 5     | 0    | 87      | «Карвіна»              |
| Ліга Еровнулі 1998/99              | 12    | 1    | –       | «Колхеті-1913» (Поті)  |
| Ліга Еровнулі 1999/00              | 25    | 2    | –       | «Колхеті-1913» (Поті)  |
| Прем'єр-ліга 2000/01               | 24    | 4    | –       | «Таврія» (Сімферополь) |
| Прем'єр-ліга 2001/02               | 25    | 3    | –       | «Таврія» (Сімферополь) |
| Прем'єр-ліга 2002/03               | 14    | 0    | –       | «Таврія» (Сімферополь) |
| Прем'єр-ліга 2003/04               | 4     | 0    | –       | «Волинь» (Луцьк)       |
| Прем'єр-ліга (Азербайджан) 2004/05 | 29    | 0    | –       | «Карван»               |
| Прем'єр-ліга (Азербайджан) 2005/06 | 25    | 1    | –       | «Карван»               |
| Прем'єр-ліга (Азербайджан) 2006/07 | 5     | 0    | –       | «Карван»               |
| Прем'єр-ліга (Азербайджан) 2007/08 | 19    | 0    | –       | «Карван»               |
| ЗАГАЛОМ У 1 ЛІЗІ                   | 230   | 19   | –       |                        |

## Досягнення
«Динамо» (Тбілісі)
- Ліга Еровнулі
  -  Чемпіон (2): 1993/94, 1994/95

«Карван»
- Прем'єр-ліга (Азербайджан)
  -  Срібний призер (1): 2005/06
  -  Бронзовий призер (1): 2004/05

- Кубок Азербайджану
  -  Фіналіст (1): 2005/06